# 수표

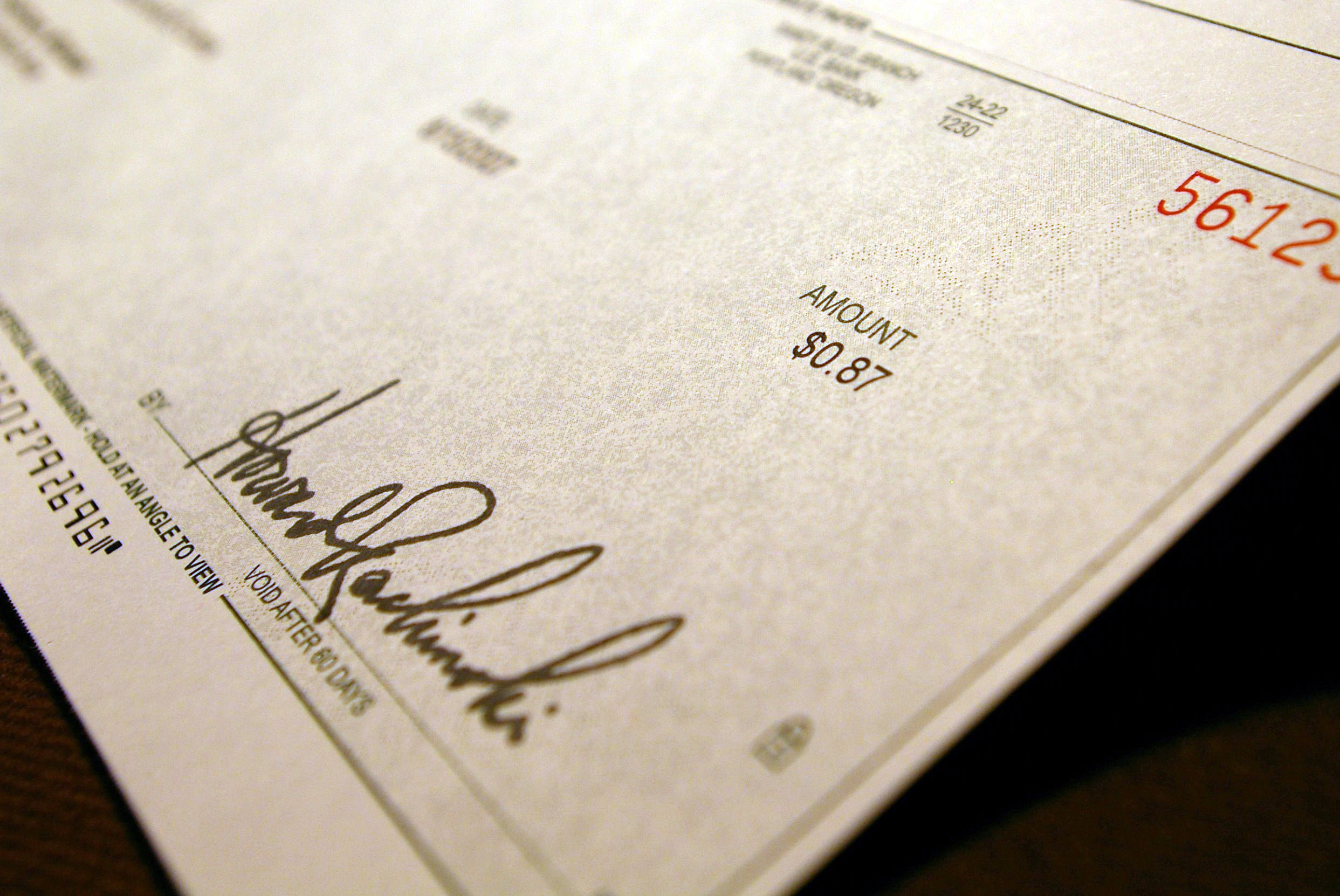
서명 된 수표.

수표(手票, 문화어: 행표)는 일정량의 통화를 청구하기 위해 금융 기관에 통지하는 협상 법률 문서이다. 받는 사람과 청구하는 사람 모두 법인(자연인) 이 될 수 있다.

## 역사
14~15세기 경 이탈리아의 예금지불지시서를 기원으로 한다. 근대적인 수표는 17세기 영국에서 나타났다. 영국에서는 예금지불지시서를 기반으로 근대적으로 수표를 정비했다. 한국에서는 1932년 일본 수표법이 의용됨으로 등장하였고, 1963년 1월 1일부터 수표법이 시행되었다. 1980년대에는 수표보증카드(체크카드)가 등장했으나, 지금은 쓰이지 않는다. 현재는 상호저축은행도 정액수표를 발행할 수 있다. 그리고 상호저축은행을 제외한 은행은 일반수표도 발행한다.

## 수표의 발행

### 수표의 법률관계
수표도 완전한 유가증권이며 그 특유한 법률관계는 기본적인 면에서 어음과 많은 공통점을 가지고 있다. 즉 형식적인 서면행위이고 행위의 배후관계(매매 등)와는 완전 독립한 추상적 증권이며, 문언(文言)대로의 권리의무가 발생하는 것 등은 유가증권 특히 어음·수표의 특유한 성질이다. 따라서 수표의 특유한 성질을 어음과 비교하여 보면 주로 경제적 기능의 관점에서 다음과 같은 특질이 있다.
1. 지급증권 ― 즉 어음과 같이 발행으로부터 지급까지의 사이에 상당기간이 있는 만기제도라는 것이 없으며(어음의 신용증권성이라고 불린다). 수표는 발행 후 언제든지 지급할 수가 있는 지급의 도구로서 현금결제와 똑같은 효과를 가지고 있다. 결국 수표는 단기 지급결제수단으로서의 기능을 가지고 있으며 유통기간도 짧고(수표 29조) 양도방법도 간편한 절차로 끝나는 경우가 많다(소위 소지인 출급식 수표는 단지 증권을 인도하는 것만으로도 양도의 효과가 생긴다. 또 이 방법에 의하면 수표법상의 상환의무도 없다).
2. 지급위탁증권 ― 지급위탁증권은 환어음과 같지만 지급인은 언제나 은행 또는 그와 동등한 금융기관에 한정되며 또 이 지급인은 어음에서와 같은 주되는 채무자는 아니고 어음의 지급인과 같이 소지인에 대하여 지급할 절대적 책임은 없으며 발행에 대하여 수표상의 지급위탁계약[3]의 책임을 부담하는 데 불과하다. 이것은 지급인이 은행이라고 하는 사회적 신용으로부터 오는 배려일 것이다. 따라서 이 법률관계의 당사자는 발행인·지급인·소지인의 3자로 구성되고 발행이과 지급인인 은행 간에는 지급위탁의 수표계약의 권리·의무가 발생되고 소지인과 발행인간에는 상환청구의 권리·의무관계, 소지인과 은행 간에는 특히 권리·의무관계는 존재하지 않지만 은행과 발행인간의 계약으로부터 지급한다고 하는 효과가 발생할 뿐이다.

### 수표의 기재사항
수표도 어음과 같이 서면행위이므로 그 기재내용도 엄밀하다. 그러나 어음과 동일한 것이 많으므로 여기에서 주로 어음과의 차이점에 관하여 상세히 언급한다.
1. 필요적 기재사항 ― 수표문구, 일정한 금액, 무조건의 지급위탁문구, 지급인의 명칭, 지급지, 발행일 및 발행지 발행인의 기명날인 또는 서명 등[2]. 주의를 요하는 것은 수취인은 필요적 기재사항은 아니고 기재하면 그 효과가 있다는 하는 임의적·유익적 기재사항에 불과하다. 즉 무기명식(소지인출급식)의 수표가 인정되어 있다(수표 5조). 또한 수표는 모두 일람출급식이므로 이에 반하여 모든 기재는 무효이며 따라서 일람출급 이외의 만기는 인정되지 않는다(수표 28조). 그리고 지급인은 은행 또는 기타 금융기관에 한정되며, 발행인은 그 은행에 처분할 수 있는 자금을 가지고 있다([3] 59조, 67조). 이러한 것은 수표가 단기 지급결제수단으로서 이용되는 성질로부터 나오는 것이다. 기타는 대개 어음과 동일하다.
2. 임의적 기재사항 ― 수취인의 기재(수표 5조), 횡선수표(수표 37조)·자기앞수표(수표 6조) 등은 기재하면 그 효력이 인정된다. 그 외에 배서금지(수표 14조 2항), 지급인·발행인의 부기지(附記地)(수표 2조) 등도 기재하면 효력이 있음은 어음과 같다. 이자문구(수표 7조), 만기의 기재(28조 1항)는 기재하여도 그 효력이 없음은 수표의 특색이며, 지급무담보의 기재도 그 효력이 없다. 또 인수인에 관한 모든 기재도 수표에는 그 효력이 없다(수표 4조). 그리고 지시문구(수표 14조 1항)·상환문구(수표 34조)는 기재하지 아니하여도 법률상 그 효력이 있다.
3. 유해적 기재사항 ― 어음과 같다. 즉 지급에 조건을 붙이거나, 금액이 일정하지 아니한 것 등 수표의 본절에 반하는 기재로서 이는 수표 자체를 무효로 한다. 그리고 지급인을 은행 이외의 자로 한 수표 그 자체는 무효는 아니고 기재사항도 유효하지만[3], 수표법 위반의 제재가 있으며(수표 67조) 또 이러한 것은 지급의 확실성이 적고 유통도 어려우므로 사실상 발행은 불가능하다고 할 수 있다.

### 수표수취인의 지위
절차흠결 혹은 시효로 인한 수표상의 권리소멸로 인하여 발생한 이득상환청구권(수표 63조), 지급거절로 인한 발행인에 대한 상환청구권, 타인에게 양도할 수 있는 권리 등 어음과 동일하다. 따라서 환어음의 수취인의 지위 항을 참조할 것. 단, 양도방법은 어음과 다른 요소를 가지고 있으므로 수표의 양도 절을 참조할 것. 그리고 환어음에서와 같이 인수를 위하여 만기 전에 제시할 권리는 없지만, 그보다 확실한 발행 후 즉시 은행에 지급제시하여 지급을 받을 지위에 있음이 수표의 특징이라고 말할 수 있다.

### 수표발행인의 책임
수표는 모두 일람출급식으로 한정되어 있으므로(수표 28조 1항), 발행인은 수표발행 후에는 늘 그 자금에 관하여 책임을 부담하여야 하며 지급을 위탁한 은행에 대하여는 미리 약정한 지급위탁계약상의 의무를 부담한다. 이 약정서는 은행에서 일반적으로 작성한 것을 예금자가 이를 승낙하고 지급위탁을 한 것으로 법률상 계약상으로는 은행의 면책조항이 많지만 실제상은 가능한 한 발행인에 대하여 호의적으로 취급함이 실례(實例)이다(수표의 자금관계·지급위탁의 취소함 참조). 그리고 지급의 담보책임(수표 12조), 수표채권 소멸로 인한 이득상환의무 등은 환어음 발행인의 책임과 같다.
위

### 수표의 자금관계
수표의 지급을 결제하기 위한 자금에 관하여 발행인과 은행간에 이 자금의 처리에 관한 계약을 체결한다. 이를 수표의 자금관계라고 하며 수표법상의 계약이다. 수표는 제시한 때에 발행인이 처분할 수 있는 자금이 있는 은행을 지급인으로 하고(수표자금) 발행인이 그 자금을 수표에 의하여 처분할 수 있는 명시 또는 묵시의 계약(수표계약)에 따라서만 이를 발행할 수 있다. 수표의 발행은 금융기관인 은행에 대해 일정한 금액을 처분할 것을 지시하는 것이므로 지급인인 은행에 발행인이 처분할 수 있는 자금이 있어야 한다. 이 자금은 발행인이 자기의 계산에서 지급인으로 하여금 지급하게 할 수 있는 권리를 가지는 금액을 말하는 것으로서, 보통은 당좌예금계약·당좌대월계약·여신(與信)계약 등의 형식으로 존재한다. 발행인이 지급인에 대하여 자기의 자금을 지급할 것을 지시하여도 지급인은 지급권한을 가질 뿐이며 지급의무를 지는 것은 아니다. 즉 발행인이 자기가 발행하는 수표에 지급을 하게 하기위하여는 수표자금 이외에 수표발행에 관한 명시 또는 묵시의 계약이 있고 수표자금으로써 수표의 지급에 충당할 약속이 있어야 하며 이를 '수표계약'이라 한다. 즉 이 수표계약은 지급인에게 수표자금에서 발행인이 발행하는 수표의 지급을 할 의무를 부담시키는 것을 목적으로 하는 계약이다. 실제에 있어서는 지급인이 될 은행과 발행인이 될 거래선(去來先)과의 사이에 예금계약과 수표계약을 체결하여서 자금의 범위를 정하고 거래선은 은행에서 교부되는 수표장을 사용하여 그 은행을 지급인으로 한 수표를 발행한 때에 은행이 그 지급을 하는 것이 보통이다.

## 수표의 양도

### 양도의 목적
讓渡－目的 단기 지급결제수단으로서의 경제적 기능을 가진 수표는 제시하면 언제나 지급을 받을 수 있으므로 어음과는 달리 자금조달로서의 의미는 거의 없는 것이다. 그러나 커다란 거래의 결제수단으로서는 자기가 발행한 수표를 사용할 수 없는 사정이 있는 때에 현금으로 거래하는 것보다는 타인이 발행한 신용이 높은 수표를 가지고 있으면 이를 이용하여 거래를 하는 편이 훨씬 안전하며 그 경제적 의의가 크다. 사회적으로 신용이 높은 수표라면 자기 자신이 발행한 수표와 똑같이 상대방도 신용하기 때문이다. 이 수표가 소지인출급식인가 기명식인가에 따라서 그 방법·효력에 차이가 있으므로 다음에 이것을 구별하여 설명한다.
기명식 또는 지시식 수표의 양도
記名式－指示式手票－讓渡 특히 지명된 수취인이나 또는 그 수취인이 지시한 자에게만 지급되는 어음과 동일한 형식의 수표로서 그 양도방법도 배서에 의하여서만 할 수 있으며(수표 14조 1항) 그 방법·효력 등은 어음과 같다(수표 15조 1항·2항, 16조 이하). 단 수표의 성질상 입질배서(어음 19조)나 인수금지의 취지(수표 4조), 지급인의 역배서(逆背書) 및 지급인에 대한 배서가 인정되지 아니함은 당연하다(수표 15조 3항·5항). 더구나 배서금지의 수표는 이를 양도함에는 어음의 경우와 같고, 일반 지명채권 양도의 방식(민 450조, 451조)에 의하여 채무자에게 통지하여야 하며 기타 민법의 채권양도의 규정에 따라야 하지만 유가증권이므로 위의 조건을 충족한 후에 증권의 인도도 필요로 한다. 따라서 이것은 민법상의 지명채권의 양도에 관한 효력만이 생기므로 지시식 수표와 어음의 특유한 효력인 양도인의 담보책임은 이에 적용되지 않는다(수표 18조 1항).

### 소지인출급식 또는 무기명식 수표의 양도
무기명식 수표라 함은 수취인의 기재가 없는 수표를 말하며 소지인출급식 수표라 함은 수취인란에 소지인이라고 표시되어 있는 수표를 말하는 것으로서 두 가지 수표가 다 수취인을 특정하여 지정하지 않고 있다. 그리고 기명식 수표라도 그 다음에 '또는 소지인에게' 등의 표시를 한 것이나 무기명식의 수표는 어느 것이나 소지인출급식 수표로 보게 된다(수표 5조 2항·3항). 이 방식은 수표에 있어서의 특유한 것으로(수표 5조 1항 3호)처리가 간편하므로 실제로 많이 사용된다. 이 수표의 양도는 배서와 같은 방법에 의할 필요는 없고 단지 상대방에게 인도하는 것만으로서 그 효과가 발생한다. 단, 증권면에 양도인의 기명날인이 없기 때문에 증권상의 담보책임을 부담할 여지가 없는 것이 특징이다. 소지인은 배서하여 양도할 수 있지만 그 때는 배서방식에 의한 담보책임을 부담한다(수표 20조 본문). 또 이와 같이 하여도 소지인출급식이 지시식으로 변경되는 것은 아니다(수표 20조 단서). 그러므로 이후의 취득자는 역시 인도하여 양도할 수 있으며 소지인은 누구든지 자기가 권리자임을 증명하기 위해서 수표법 제19조에 의한 배서연속의 증명을 할 필요는 없고 다만 소지하고 있기만 하면 된다.
위

## 수표의 지급

### 수표의 지급증권성
수표의 경제적 기능으로서 가장 중요한 것은 지급증권성이라고 하는 것이다. 즉 일람출급이라는 것, 소지인출급식이 많다는 것, 지급인이 은행에 한정되어 있다는 것, 이에 관련하여 동산과 같은 즉시취득이 인정된다는 것(수표 21조), 지급제시기간이 짧다는 것 등 수표의 중요한 특색은 모두 이 지급을 중심으로 하여 나타나고 있다. 이하에 이를 나누어 구체적으로 설명한다.

### 지급제시기간
수표는 발행 후 즉시 지급을 청구할 수 있다 하여도 이를 지급인에게 제시하여야 함은 어음과 같다. 그러나 그 제시를 할 수 있는 기간이 너무나 지연됨은 수표의 성질상 좋지 아니하므로 그 기간은 발행일자 후 10일 내에 지급을 위한 제시를 하여야 한다고 규정하고 있다(수표 29조 1항). 또한 지급지의 국가와 다른 나라에서 발행한 수표(외국수표)는 지급지가 동일주(同一州)에 있는 경우에는 20일 내에, 다른 주(州)에 있는 경우에는 70일 내에 지급을 위한 제시를 하여야 한다(수표 29조 2항·3항). 이 기간은 어음과 같이 당사자 간에 임의로 연장 또는 단축할 수 없다. 그러나 불가항력에 의하여 법정 제시 기간 내에 수표의 지급제시를 할 수 없는 경우에는 그 기간이 연정된다(수표 47조). 수표소지인이 제시기간 안에 제시하지 아니한 때에는 전자에 대한 상환청구권을 잃는다(수표 39조). 그러나 이 경우에도 소지인은 이득상환청구권을 잃지 아니한다(수표 63조). 제시기간 경과 후에도 지급위탁의 취소가 없는 한 지급인이 수표의 지급을 하고 그 결과를 발행인의 계산에 귀속시킬 수 있다(수표 32조 2항).

### 지급제시장소
支給提示場所 지급제시는 원칙으로 지급인의 영업소에서 함을 요하며, 제3자방지급의 수표에 있어서는 제3자(은행에 한함)의 영업소에서 제시하여야 한다(수표 8조). 수표는 어음의 경우와 같이 지급인(은행)의 영업소 이외에 특히 어음교환소에서도 제시할 수 있음을 정하고 있다(수표 31조). 그런데 실제로 수표의 취득자는 거래은행을 통하여 어음교환소에 제시하는 경우가 많다.

### 지급 및 제시방법
발행인과 소지인이 동일은행에 거래하고 있는 경우에는 직접 지급은행에 제기하여 그 은행으로부터 지급을 받지만 대부분은 지급은행 이외에 추심을 의뢰한다. 후자의 경우 우선 의뢰를 받은 지급은행별로 분류하여 금액·매수(枚數) 등을 별도 교환표에 기입하여 어음교환소에 제출한다. 이 교환소는 특히 어음·수표법상의 엄밀한 규정은 아니며(수표 31조, 69조 등), 주로 거래실무상의 필요성에서 법무부령(340호, 1990. 3. 6)에 기하여 법무부장관이 지정한다. 예컨대, '서울어음교환소'의 소재지는 '서울특별시'이며, 현재로는 서울특별시 강남구 역삼동 717번지 금융결제원 내에 설치되어 있다. 어음교환소에 수표를 제시하는 것은 교환소에 가입한 은행(조합은행)에 한하며 동시에 각 조합은행 앞으로 발행된 수표(어음)는 이를 전부 교환에 회부하여 결제할 의무가 있다. 어음교환소의 교환을 경우하지 아니한 것은 한국은행 앞으로 발행된 조합은행의 수표와 같이 직접 한국은행의 조합은행 당좌예금계좌에 예입(預入)하는 경우에 한한다(어교규 22조). 어음교환소를 제시장소로 하는 데는 두 가지 경우가 있다. 첫째는 수표소지인이 자기의 거래은행에 그 수표를 예금하는 경우이고, 둘째는 순전히 거래은행이 그 수표상의 권리자로서 어음교환소에 지급제시를 하고. 후자의 경우는 그 거래은행은 순전히 대리인으로서 어음교환소에 지급제시함으로써 추심하는 위임사무를 담당한다. 어음교환소에 가입한 조합은행은 서로 다른 은행으로부터 추심하여 온 수표를 어음교환소에 소정교환시간에 제시교환하여 수취총액(受取總額)의 차액만을 접수하고 현금에 의한 지급에 갈음한다. 조합은행의 대표자 즉 교환원은 교환에 회부할 수표를 상대 은행별로 구분하여 교환어음 첨표(添表) 및 교환어음 차감표의 대변(貸邊)에 금액과 매수를 기입하여 교환개시시각 20분 전가지 당교환소에 지참해야 한다. 교환원은 수표에 교환어음 첨표를 첨부하여 이를 상호 교환하고 교환어음 차액표·교환어음차액 대체청구서·교환수입어음명세서 등을 작성하여 교환부장을 경유하여 한국은행에 제출한다. 그리하여 수표의 결제는 개개의 수표가 아니고 모든 수표를 일괄하여 모든 은행 상호간에 집단적으로 차감계산이 행하여진다.

### 선일자수표
어음과 수표는 본래 실제로 발행한 날을 발행로서 기재한다. 그러나 실제로 발행일보다 후일(장래의 일자)을 발행일자로 기재하여 미리 발행한 수표를 선일자수표라고 한다. 선일자수표는 발행인이 자금이 없음에도 불구하고 후일 자금을 보충할 예정으로 그 예정일을 발행일로 하여 발행하는 수도 있고 또는 자금은 있어도 지급은행에 지급할 이자를 적게 하는 방법으로서 실제로 발행한 날보다 후일의 일자를 발행일로 기재하여 발행하는 경우도 있다. 선일자수표는 기재된 발행일자가 도래할 때까지 지급제시를 할 수 없다고 하면 수표의 일람출급성에 반하고 그러나 이를 무효로 하면 발행일자 후에 선의로 수표를 취득한 자에게 불측의 손해를 입히게 된다. 이리하여 수표법은 한편으로 이러한 수표를 유효로 하고 또 한편으로는 그 소지인은 발행일자의 도래 전이라도 수표제시를 할 수 있으며 그 제시일에 수표의 지급을 할 것으로 하고 있다(수표 28조 2항). 그러므로 만일 자금이 준비되지 아니 하여서 지급을 못 하면 부도가 되어서 수표소지인은 상환청구권을 행사할 수 있다(수표 39조). 원래 선일자수표가 발행되는 당시의 당사자 간에는 발행일자 전에는 지급제시를 하지 아니하기로 명시 또는 묵시의 약속이 있음이 통례이다. 만일 수취인(또는 그 양수인)이 발행일자 전에 지급제시함으로써 손해를 입힌 때에는 수취인은 발행인에 대하여 채무불이행으로 인한 손해배상책임을 부담해야 할 것이다.

### 당좌 수표
당좌수표는 발행인이 은행에 당좌 거래를 개설한 후 발행한 수표이다. 기업 간의 상거래 결제에 많이 사용된다.

### 횡선수표
횡선수표(橫線手票)는 수표의 발행인 또는 소지인이 수표의 표면에 두 줄(2조)의 평행선을 그은 수표로서(수표 37조 1항·2항) 은행 또는 지급인의 거래처에 대하여서만 지급을 할 수 있고 또 은행은 다른 은행 또 자기의 거래처에서만 횡선수표를 취득할 수 있으므로(수표 38조), 수표가 도난·분실된 때에도 부정한 소지인이 지급을 받을 위험을 방지할 수가 있으며 이는 지급증권인 수표의 특성에 기인한 제도이다. 이러한 목적으로 인정된 유사한 제도로는 계산수표(計算手票)라는 것이 있다. 이것은 현금으로 지급하지 않고 이체(移替)·상계(相計)·어음교환 등의 방법에 의하여 결제되는 것이다. 독일에서는 이 계산수표제도를 인정하고 있으며 통일수표법도 이것을 채용하였다. 우리 수표법은 통일조약의 유보 규정에 의하여 이를 인정하지 않고 횡선수표제도만 인정하였다. 횡선수표는 영국에서 발생하여 불란서에서도 쓰이고 계산수표는 독일법상의 제도이다.

#### 횡선수표의 종류
횡선수표에는 일반횡선과 특정횡선의 두 가지 종류가 있다. (1) 일반횡선수표 ― 두 줄(2조)의 평행선 안에 아무 지정을 아니하든가 또는 단순히 '은행'이나 이와 동일한 의의를 가지는 문자를 기재한 수표이다(수표 37조 3항). (2) 특정횡선수표 ― 두 줄(2조)의 평행선 안에 특정한 은행의 명칭을 기재한 수표이다(수표 37조 3항). 일반횡선을 특정횡선으로 변경하는 것은 수령자격이 더욱 엄격하게 되어 안전하므로 이를 허용하지만 특정횡선을 일반횡선으로 변경하는 것은 위험하므로 허용하지 아니한다(수표 37조 4항). 또 횡선이나 피지정은행의 명칭을 말소하는 것도 위험의 염려가 있으므로 비록 말소권리자에 의한 경우라도 이를 불허(不許)하여 말소하지 아니한 것으로 본다(수표 37조 5항). 그러므로 일단 수표면에 미리 횡선을 그은 것은 보통의 수표제도를 인정한 목적에 반하기 때문이다.

#### 횡선의 효력
1. 지급의 제한 ― 일반횡선수표에 있어서 지급을 할 수 있는 상대방은 은행 또는 지급인의 거래상대방(거래처)에 한한다(수표 38조 1항). 이는 신용할 수 있는 자에게만 수령자격을 재한한 것이다. 그리고 특정횡선수표의 경우에는 지급인은 피지정은행 또는 피지정은행이 지급인인 때 자기의 거래처에 대하여만 지급할 수 있다(수표 38조 2항). 즉 특정횡선은 더욱 지급제한이 엄격하게 된다. 한 수표에 수개의 특정횡선을 한 경우에는 임의로 선택을 시키는 것도 폐가 있으므로 지급을 금지하였으나, 횡선이 두 개만 있는 경우에는 그 중 하나가 어음교환소의 추심을 위하여 한 것인 때에는 이것을 인정하여, 피지정은행이 교환소에 가입하지 아니한 경우 가입은행에 추심을 위임할 수 있는 편의를 주었다(수표 38조 4항).
2. 취득의 제한 ― 횡선수표는 지급을 제한함과 동시에 그 취득도 제한한다. 즉 은행은 자기의 거래처 또는 다른 은행으로부터만 횡선수표(일반횡선·특정횡선을 불문함)를 취득할 수 있으며 또 이들만을 위한 횡선수표의 추심을 허용함으로써, 수표의 부정소지인이 은행으로 수표를 양도하여 대가를 취득해서 마치 지급을 받는 것과 같은 효과를 얻는 폐해가 없도록 단속한 것이다(수표 38조 3항). 이와 같은 횡선수표의 지급과 취득의 제한에 위반하여 지급 또는 취득한 경우에는, 지급 또는 취득한 은행은 이로 인한 손해에 대하여 수표금액에 달하기까지 배상책임을 진다(수표 38조 5항). 이것은 수표거래의 안전을 위하여 수표법상 특히 인정된 배상책임이다.

### 지급위탁의 취소
지급위탁의 취소는 수표의 도난·상실·변조 등의 경우에 번잡한 공시최고절차를 생략하기 위하여 인정된 편리한 제도이다. 여기에서 지급위탁의 취소라 함은 수표계약의 취소를 말하는 것이 아니고 개개의 수표발행행위인 지급지시를 철회하는 것을 말한다. 발행인은 지급인과 수표계약에 따라 수표를 발행하고 지급인은 그 위탁에 따라 발행인의 자금에서 수표금액을 지급한다. 이 경우에 수표의 발행행위는 지급의 지시이며 지급지시는 지시인인 수표발행인이 임의로 철회함으로써 그 지급을 중지시킬 수 있다. 따라서 취소 후에는 지급인이 이 수표에 대하여 지급을 하여도 발행인에게 그 계산을 돌리지 못하게 된다. 그러나 한편 발행인이 지급위탁을 언제든지 취소할 수 있다고 하면 수표소지인의 지위를 불안하게 하여 오히려 거래의 안전을 해치게 된다. 그러므로 법은 또한 지급위탁의 취소를 제한한다. 이와 같이 지급위탁의 취소는 발행인에게는 유리하지만 소지인에게는 불리한 제도이므로 그 취소를 무제한으로 허용하면 수표의 유통을 해치게 된다. 따라서 취소는 제시기간 경과 후에만 효력을 발생하도록 제한하여 지급인은 제시기간 안에는 발행인이 취소를 하여도 지급을 할 수 있으며, 그 계산을 발행인에게 귀속시킬 수 있도록 하였다(수표 32조 1항). 지급인은 수표상의 의무자가 아니고 지급여부는 그의 임의이므로 발행인의 제시기간 내의 무효인 위탁취소에 따라서 소지인에 대한 수표지급을 거절한 경우에도 소지인은 지급인에게 수표의 지급을 강요할 수 없으며 결국 전자에 대하여 상환 청구하는 수밖에 없다. 따라서 수표의 도난·유실(遺失)의 경우에도 그 범위 내에서는 발행인은 보호되는 셈이다. 이에 반하여 발행인은 제시기간 경과 후에는 임의로 지급위탁의 취소를 할 수 있다. 그러나 제시기간이 경과함으로써 당연히 지급위탁이 소멸하는 것이 아니므로 발행인에 의한 취소가 없는 한 지급인은 발행인의 계산으로 유효한 지급을 할 수 있다(수표 32조 2항). 지급위탁의 취소의 통지방법에는 제한이 없다. 서면이나 구술로도 할 수 있으며 취소는 그 통지가 지급인에게 도달한 때에 효력을 발생한다.
위

## 수표의 부도
수표소지인이 법정제시기간 내에 지급제시를 하였지만 지급은행으로부터 지급이 거절된 수표를 부도수표라고 한다. 이 대책으로서는 환어음의 부도와 거의 같다. 여기에서는 부도수표의 교환소에 있어서의 조치와 구상환청구에 관한 환어음과의 중요한 차이점에 관하여 설명한다.
1. 어음교환소에서의 부도수표의 조치 ― 교환소에서 교환한 수표가 지급에 응하지 못할 경우(부도)에는 그 수표를 교환에 의하여 받아 들인 은행(受入銀行)은 그 수표면에 부도사유를 기입하여 교환에 가지고 나온 은행(持出銀行)에 반환한다(반환수표). 부도수표는 어음교환소를 경유하여 반환되며 부도수표의 반환을 받은 은행은 부도대전(不渡代錢)을 지급한다. 만일 어음교환소 내에서 발견한 부도수표에 대해서는 지출(持出)은행을 대신하여 교환부장이 확인한 후 부도대전(不渡代錢)을 지급할 수 있다. 만일 조합은행이 부도대전을 지급하지 아니한 때에는 반환은행은 즉시 이 사실을 교환소에 보고해야 하며 교환부장은 소정절차를 취하고 심사위원회와 이사회에 이를 보고한다. 부도수표(어음)에 관련된 조합은행은 연명(連命)으로 다음날 교환시각까지 부도수표(어음)신고를 교환소에 제출하고 교환부장은 그 부도수표(어음)의 내용을 조합은행에 통지한다. 부도수표(어음)의 대전(代錢)이 다음 영업일의 영업시간 내에 지출(持出)은행에 입금된 때에는 지출은행은 다음날 교환개시시간까지 부도입금신고를 교환소에 제출한다. 수표(어음)부도처분 후에 부도대전이 지출은행에 입금된 때에는 지출은행은 참고로 이 사실을 수입(受入)은행에 통지한다.
2. 부도수표의 상환청구 ― 이 상환청의 목적이나 방법은 상환청구의 본질로 보아 환어음에 있어서의 상환청구제도와 거의 같다. 다만 그 중요한 차이점만을 열거하면 다음과 같다.
  1. 수표에는 인수제도가 없으므로 인수거절로 인한 상환청구가 생길 여지가 없다.
  2. 어음에 있어서는 상환청구권보전절차로서 거절증서작성만 허용하고 기타의 방법은 인정하지 아니한다. 그러나 수표에 있어서는 지급거절의 증명방법을 거절증서작성 외에 지급인의 선언과 어음교환소의 선언에 의한 증명방법을 허용하고 있다(수표 39조 1호·2호·3호). 이는 수표의 지급인이 은행이라고 하는 신용으로부터 오는 특질이다. ③ 위의 거절증서 또는 이와 동일한 효력이 있는 선언은 지급제시기간 경과 전에 작성 시켜야 한다(수표 40조 1항). 이는 수표의 일람출급성에 기한 것이다.
  3. 수표에는 이자의 약정은 인정되지 아니하므로 상환청구금액은 제시일 이후의 연(年) 6푼의 이율에 의한 이자를 청구할 수가 있다(수표 44조 2호).
  4. 상환청구권의 시효는 소지인도 6개월이다(수표 51조 1항). 이에 반하여 어음 소지인의 상환청구권 시효는 1년이다(어음 70조 2항).

## 자기앞 수표
자기앞 수표(自己－手票)는 발행인이 지급인을 겸하는 수표로서, 발행인·지급인이 모두 은행이며 지급에 관하여는 안전성이 보장되어 있다. 이는 수표의 법적 성질을 이용하고 부도의 위험을 방지하는 수단으로서 은행이 발행하는 수표이며 오늘날 상당히 보급되고 있다.

## 가계수표
가계수표(家計手票)는 가계종합예금계좌를 가지고 있는 사람이 발행하는 수표이다. 1982년 7월 1일 도입하여 실시되기 시작하였다. 현재 일반가계수표·은행보증가계수표·은행공동정액 보증가계수표 등 크게 3종류가 발행되고 있다. 이 중 가장 많이 유통되고 있는 일반가계수표의 경우는 장당 발행한도가 개인의 경우 100만원, 자영업자의 경우 500만원이며, 이자는 연 1.0%이다. 가계종합예금(家計綜合預金)의 가입대상은 봉급생활자 또는 자영업자 중 사용상태가 양호한 개인으로서, 각 은행이 정하는 일정한 자격기준에 해당하는 자로 예치한도는 제한이 없다. 가계수표제도는 현대사회의 주요한 특징으로 부각되고 있는 신용사회가 전반적으로 확산될 수 있는 바탕이 되며, 현금유통량의 억제수단으로서 국민의 은행에 대한 이용도를 한층 높여줌으로써 자금의 동원 및 배분의 집중성을 가져오고 현금의 소실을 방지하는 역할을 한다. 또한, 가계자금에 대한 금융서비스가 순수한 신용에 기반하여 이루어진다는 점에서 장기적으로 은행거래의 전형이라고 할 수 있는 미래지향적인 제도이다. 이 중요성 때문에 한국은행은 불량거래자에 대한 제재를 강화하기 위해 은행에 대손 및 대지급을 초래하게 한 거래자의 경우, 거래정지 처분기간을 2년을 정하고 있다. 또, 분실하였거나 도난당했을 경우 거래은행에 사고 신고를 하면 그 사고수표에 대해 지급거절을 하게 된다. 수표를 발행하여 분실이나 도난당했다고 거짓 신고하는 등의 악용사례를 방지하기 위해 사고수표의 해당금액을 사고 신고 시 은행에 예탁하도록 하고, 사고 후 15일까지 해당경찰관서에 발행 사고관계 증빙서류를 제출하도록 하고 있다.

## 여행자 수표
여행자수표(旅行者手票, TIC：Traveller's Cheque)는 해외여행자가 여행 중에 현금 대신 사용할 수 있는 수표이다. 주로 해외여행자의 여비 휴대의 편의를 도모하고, 현금을 지참함으로써 생기는 위험을 방지하기 위하여 사용하는 수표이다. 보통 은행이 발행하는 자행급(自行給)의 수표형식을 취하며 현금과 똑같이 취급되지만, 본인 이외에는 사용하지 못한다. 수표면의 정해진 난(欄)에 미리 사인을 해 두고, 사용할 상대 앞에서 다시 사인(카운터 사인)을 하여 정당한 소지인이라는 것을 증명하면 효력이 발생한다. 발행은행에 따라서는 여행자 신용장과 비슷한 성질을 갖는다.

## 수표의 지급보증
지급보증이라 함은 지급인이 수표금액의 지급채무를 부담할 것을 목적으로 하는 수표행위이다. 지급인은 수표에 지급인으로 지정된 것만으로는 채무자가 되는 것은 아니므로 이 지급보증을 함으로써 확정적으로 어음금액의 지급채무를 부담하게 된다. 수표에는 인수제도가 없으므로 환어음의 인수인과 같은 확정된 주(主)된 채무자가 없다. 그러므로 그 신용성은 약하고 또 수표를 취득하는 자는 이 때문에 불안을 느낀다. 지급보증제도는 이같이 신용과 유통이 약화될 염려가 있는 수표의 신용과 유통을 강화하기 위하여 인정된 제도이다. 본래 지급증권인 수표는 지급보증제도에 의하여 어느 정도 신용 증권화한다. 지급보증은 지급인만이 할 수 있으며 그 방식은 수표의 표면에 '지급보증' 기타 지급을 할 뜻의 문자를 기재하고 일자(日字)를 부기(附記)하여 지급인이 기명날인 또는 서명하여야 한다(수표 53조). 지급보증은 무조건이어야 하며 지급보증에 의하여 수표의 기재사항에 가한 변경은 이를 기재하지 아니한 것으로 본다(수표 54조). 지급보증을 한 지급인은 제시기간 경과 전에 수표를 제시한 경우에 한하여 수표의 지급의무를 부담한다(수표 55조 1항). 지급보증인은 일반보증인과 같은 제2차적 담보의무자가 아니고, 제1차적 수표금액 지급의무자이다. 그러나 지급보증인은 일반보증인과 같은 제2차적 담보의무자가 아니고, 제1차적 수표금액 지급의무자이다. 그러나 지급보증인은 지급제시기간 내에 지급제시가 있는 경우에만 지급의무를 부담하는 점이 인수와 본질적으로 다르다. 또 10일간의 제시기간 내에 불가항력이 발생하여 소지인이 제시를 못하는 때에는 불가항력의 종료 후 지체 없이 제시하면 되는 것이므로(수표 57조, 47조 3항), 이 경우에는 제시기간 내에 제시가 없었다는 이유로 지급보증인의 의무가 소멸하지 아니한다. 지급제시기간 내에 소지인이 지급보증인에게 제시한 경우에 지급거절이 있으면 소지인은 지급거절증서 또는 이와 동일한 효력을 가지는 선언에 의하여 증명하여야 한다(수표 55조 2항). 지급인이 지급보증을 하여도 발행인 기타 수표상의 채무자는 그 책임을 면하지 못한다(수표 56조). 이러한 자와 지급보증인과는 소지인에 대하여 합동하여 책임을 진다(수표 43조). 그리고 지급보증인에 대한 수표상의 청구권은 제시기간 경과 후 1년의 시효에 의하여 소멸한다(수표 58조).
위

## 수표보증
수표에서는 환어음에서와 같은 이수제도가 없다(수표 4조). 따라서 수표에는 주된 채무자가 없으므로 그 신용성은 인수 후의 환어음에 비하여 약하다. 따라서 수표의 신용을 확실히 하고 또 할인을 용이하게 하기 위하여 보증제도가 활용될 필요가 있다. 물론 수표법이 그 신용을 확보하기 위하여 자금제도를 설정하고 있으므로 수표보증이 무용(無用)하다는 설도 있다. 그러나 수표에는 인수제도가 없고 소지인출급식이 그 대부분이어서 배서제도 역시 널리 이용되지는 아니하므로 수표보증은 환어음의 경우보다는 필요한 제도라 할 것이다. 수표보증을 함에는 수표 또는 보전(補箋)에 이를 하여야 하며 '보증' 또는 이와 동일한 의의가 있는 문언을 표시하고 피보증인을 표시하여 보증인이 기명날인 또는 서명하여야 한다(수표 26조 1항·2항·4항). 피보증인의 표시가 없을 때에는 보증인의 의사여하를 불문하고 발행인을 위하여 보증한 것으로 본다(수표 26조 4항). 수표의 표면에 한 단순한 기명날인 또는 서명은 발행인이 한 경우를 제외하고는 보증인으로서 한 것으로 본다(수표 26조 3항). 수표보증은 단순한 것임을 요하므로 조건이나 제한을 가한 보증은 무효이다. 다만 일부보증은 유효하다(수표 25조 1항). 보증인은 지급인을 제외한 발행인·배서인 등 수표상의 채무자는 물론 수표관계 이외의 제3자도 될 수 있다. 지급인을 보증인으로 하지 아니하는 이유는 만일 이를 인정한다면 그 실질에 있어서 인수를 인정한 것과 동일한 결과에 이르게 되어 수표의 인수제도 및 지급인의 배서를 인정하지 아니한 취지에 모순되기 때문이다. 보증인은 주된 채무자와 동일한 책임을 진다. 그러므로 보증은 주된 채무가 방식에 하자가 있는 경우를 제외하고는 여하한 사유로서도 무효가 되지 아니한다(수표 27조 1항·2항). 따라서 보증인은 주된 채무자가 가지는 항변으로써 수표권리자에 대하여 대항할 수 없다. 그리고 보증인은 그 보증채무상의 채무자에 대하여 수표로부터 생기는 권리를 취득한다(수표 27조 3항). 이 경우에 보증인의 권리취득은 법정(法定)의 이전이므로 보증인이 수표의 교부를 받지 아니하여도 지급의 사실만으로써 권리를 취득한다. 따라서 어떤 배서인의 보증인이 수표소지인의 상환청에 응하여 이를 지급하고 수표를 환수(還受)한 때에는 본래의 수표소지인이 가지고 있던 모든 권리 즉 전자에 대한 상환청구권 및 지급인에 대한 수표금지급청구권을 취득하게 된다.

## 기타
1. ↑  현재의 체크카드와는 다르다.
2. 1 2  수표 1조
3. 1 2 3 4  수표 3조

## 같이 보기
- 백지수표